# 荒木美穂 (ヘアメイクアップアーティスト)
荒木 美穂（あらき みほ、1985年 - ）は、日本のヘアメイクアップアーティスト。熊本県出身。クーゲン所属。KULKULディレクター。

## 来歴・人物
映画やドラマ、CMなどの動画関連をメインに、ヘアメイクアップアーティストとして活動する。
元々は被服科の高校に通い、ファッションを学んでいたが、当時見ていた映画に影響を受け、ヘアメイクの道を志すようになった。専門学校に入学後から現場仕事に携わり、卒業後はアシスタントの経験を積む。
2009年に独立し、フリーのヘアメイクアップアーティストとして活動。独立当初は主にショートフィルムやMVの場で働き、2013年には『藁の楯』で初めて本編映画のヘアメイクを担当した。
映画『喰女-クイメ-』でのヘアメイク技術と人間性に柘植伊佐夫が着目し、柘植の誘いにより、柘植が代表を務める合同会社クーゲンに所属。
2018年夏、ドラマの撮影のために訪れたスウェーデンでヘアメイクアイテムを探す中で、現場バッグ用のレインカバーを見付け、同様のアイテムを広めるため、日本でヘアメイクアイテムブランド「KULKUL」を立ち上げる。ブランド第1号の商品としては、そのレインカバーを参考にした「ハイブリッドプロテクトレインカバー」をリリースしている。

## 主な参加作品

### 映画
- 藁の楯（2013年）
- 喰女-クイメ-（2014年）
- 恋は雨上がりのように（2018年）
- キャラクター（2021年）
- その声のあなたへ（2022年）
- アイ・アム まきもと（2022年）
- はたらく細胞（2024年）

### テレビドラマ
- 進撃の巨人 ATTACK ON TITAN 反撃の狼煙（2015年）
- いだてん〜東京オリムピック噺〜（2019年）
- めぐる。（2021年）
- 岸辺露伴は動かない 第2期（2021年）[5]
- 雪国 -SNOW COUNTRY-（2022年）
- それ忘れてくださいっていいましたけど。（2022年）